# Sonchus palustris
Sonchus palustris es una especie de planta herbácea que se caracteriza por sus hojas suaves, algo irregulares y lobuladas que envuelven el tallo. Con flores amarillas y naturales de las zonas templadas del hemisferio norte.

## Taxonomía
Sonchus palustris fue descrita por Carlos Linneo y publicado en Species Plantarum 2: 793. 1753.
Etimología
Sonchus: latinización del griego sonchos, que es el nombre de una planta que se parece a los cardos.
palustris: es un epíteto latino que significa pinnado, aludiendo al tipo de hojas compuestas de esta planta.
Sinonimia
- Sonchidium palustre (L.) Pomel (1874)[3]
- Sonchidium palustre (L.) Pomel
- Sonchus inundatus Popov
- Sonchus paludosus Gueldenst. ex Ledeb.
- Sonchus sagittatus Moench
- Sonchus sespedalis Gilib.[4]